# Деревач
Деревач (укр. Деревач) — село в Солонковской сельской общине Львовского района Львовской области Украины.
Население по данным 2017 года составляло 173 человека. Занимает площадь 1,2 км². Почтовый индекс — 81164. Телефонный код — 3230.